# バッドランズ
『バッドランズ』（BADLANDS）は、1984年8月にコナミ（後のコナミアミューズメント）が発売したレーザーディスクゲーム。ゲームセンターに設置されていたアーケード版とMSX版が存在する。

## ゲーム概要
舞台は西部開拓時代のアメリカで、プレイヤーは主人公のガンマン。10人の悪者の手下やモンスターなど、怪獣やサソリやヘビなども現れ、途中で無差別に攻撃してくる。そのまま得点が自動的に10点ずつ入るが、敵を倒すと高得点となる。
操作系はボタン1個のみで、これで拳銃を撃ち敵を倒す。他のLDゲームとは違ってボタンの指示などはなく、タイミングを図ってボタンを押さなければならない。タイミングが遅れたり、早すぎたりするとミスとされライフがひとつ減り、ゼロになるとゲームオーバーである。全ステージをクリアするとパーフェクトクリアとなる。
ミスシーンは、主人公の頭がサソリによってモヒカン刈りにされたり、重傷している主人公がタンカに乗せられて運ばれるなどコミカルな演出である。

## 移植
- MSX

## その他
- 同年には『マックスマイル』が発売予定されていたが稼動には至らず、本作がコナミ唯一のLDゲームとなった。